# Димитрій Кантемир
Димитрій Кантемир (Dimitrie Cantemir, 26 жовтня 1673, Молдавське князівство — 21 серпня 1723, Дмитрівка, Російська імперія) — молдавський і російський державний діяч, науковець, композитор і письменник. Господар Молдавського князівства (1693, 1710—1711), Світлійший князь Російської імперії (1711) та Священної Римської імперії (1723), російський сенатор (1721), таємний радник (1722). Батько князя Антіоха Кантемира та княжни Марії Кантемир.

## Життєпис
Син Константина Кантемира, Димитрій Кантемир був вихований при дворі в Яссах. У дитинстві навчився грецької, латини та слов'янських мов. З раннього віку мав дуже добру пам'ять.
Між 1687 і 1717 роками перебував у вигнанні в Істанбулі, де навчився османської мови, вивчав історію Османської імперії в Грецькій академії, де також компонував музику. У 1693 році на короткий час посів місце свого батька як господар Молдовського князівства, але тоді османи віддали перевагу Костянтину Дуці.
Лише 1710 року він знову став господарем. Приєднався до Петра І в російсько-турецькій війні 1710—1713 років, підписавши з ним таємну угоду в Луцьку, згідно з якою Молдова приймала московський сюзеренітет.
Після османської перемоги в битві під Стенілешті Кантемир знайшов прихисток у Московії. Йому надали титул князя Петро І і Карл VI (імператор Священної Римської імперії). Від московського царя одержав у володіння землі на Слобожанщині (у нинішній Харківській області).
Діти Димитрія Кантемира також відіграли важливу роль в історії Російської імперії.

## Культурна та наукова діяльність
Кантемир знав одинадцять мов. Написав низку історичних і філософських праць. Найголовніша історична праця — «Хроніка піднесення і занепаду Оттоманської імперії», яка, перекладена німецькою та французькою мовами, залишалася класичною до середини XIX століття. Був обраний членом Берлінської академії наук.
Працював також як композитор і теоретик османської музики («Книга науки музики», 1703—1704). Написав латинською мовою важливий географічний і соціально-економічний твір про Молдовське князівство — «Опис Молдови» (1714—1716). Створив перший румунськомовний роман «Ієрогліфічна історія» (1704—1705, опубл. 1883).

## Вшанування
- Зображений на придністровській купюрі 2000 року;
- Ім'ям Димитрія Кантемира названо Християнський університет у Румунії (Бухарест);
- В СРСР 1973 року було випущено поштову марку до 300-річчя від дня народження Д. Кантемира.